# Hút thuốc thụ động

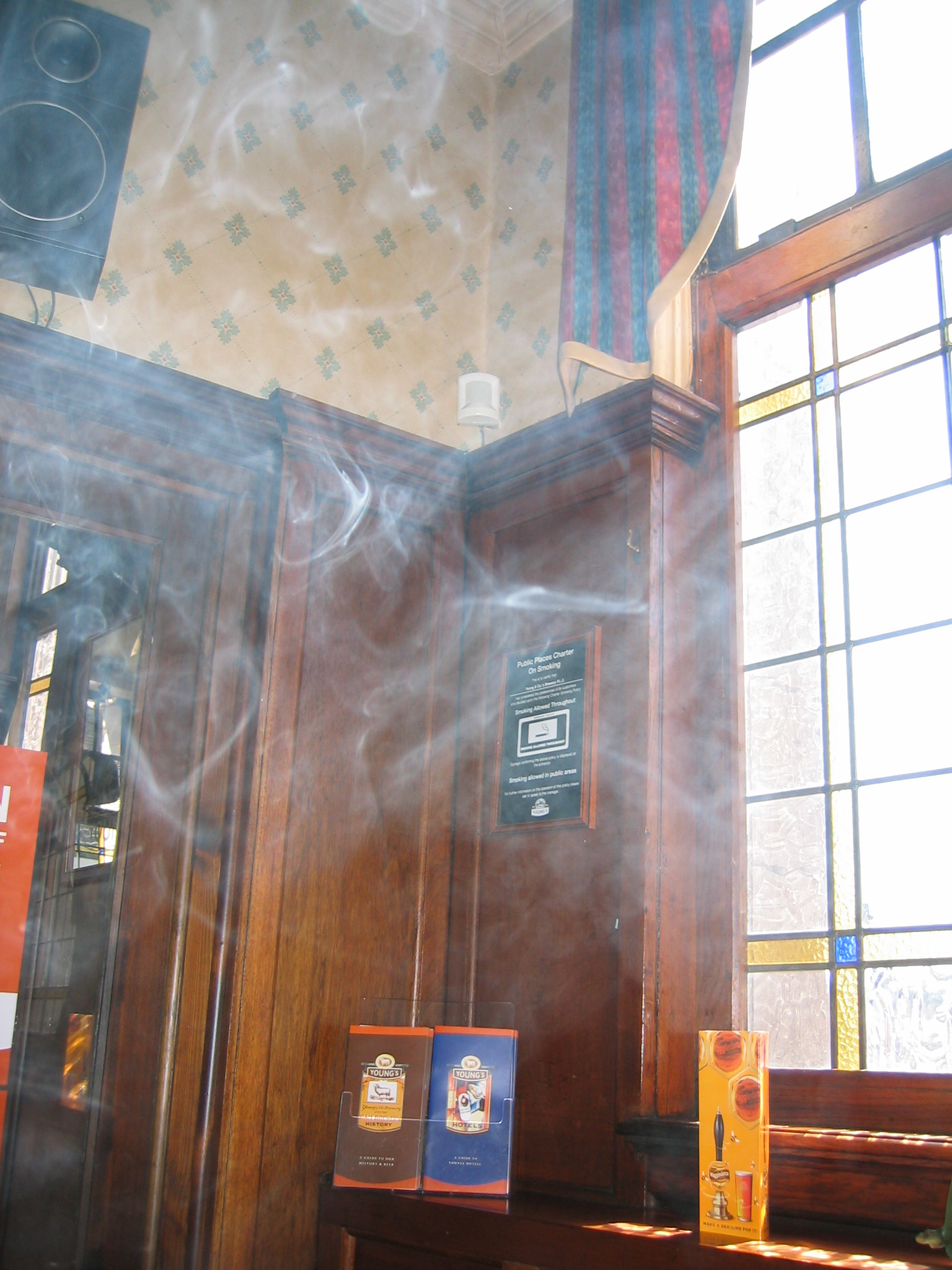
Khói thuốc bay trong không khí, tại một quán nước

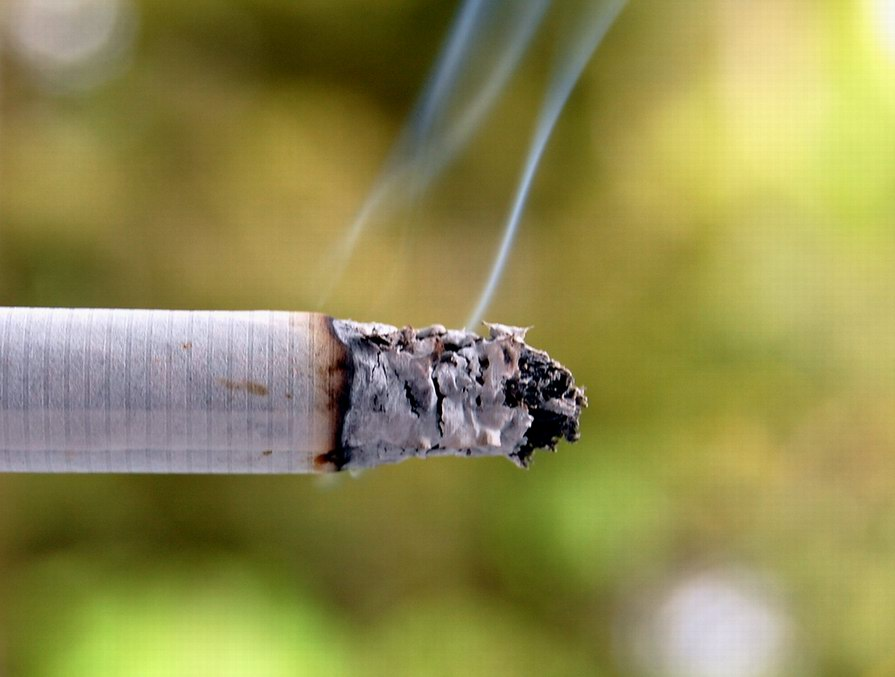
Khói thuốc bay từ đầu điếu thuốc không qua đầu lọc

Hút thuốc thụ động hoặc hít khói thuốc thụ động, tiếp xúc với môi trường khói thuốc lá (tiếng Anh: passive smoking, secondhand smoking hoặc exposure to environmental tobacco smoke, viết tắt: ETS exposure) là hình thức hít khói thuốc từ không khí, mà không trực tiếp hút thuốc lá hoặc thuốc lào và cũng bị tác hại gián tiếp dẫn đến những nguy cơ về bệnh như ung thư phổi. Tổ chức Y tế Thế giới khuyến cáo: Không có ngưỡng an toàn cho việc hút thuốc thụ động.

## Mầm bệnh
Khói thuốc lá đã bị Cơ quan Quốc tế Nghiên cứu về Ung thư (International Agency for Research on Cancer - IARC) trực thuộc Tổ chức Y tế Quốc tế (WHO) xếp vào các chất gây ung thư (tiếng Anh: carcinogen) bậc 1. Trong nhóm này xếp những chất mà chỉ cần khối lượng nhỏ cũng có thể gây ung thư, không có hạn mức, nghĩa là hoàn toàn có hại, dù chỉ là một khối lượng nhỏ, cho mình và cho người khác.
Khói thuốc được coi là chất độc hại nhất trong môi trường cư trú. Khi hút thuốc, người hút thường thở ra 2 luồng khói chính và phụ và 20% khói thuốc bị hít vào trong luồng chính, 80 % còn lại được gọi là luồng phụ, nảy sinh khi kéo thuốc (giữa những lần hít vào) và khi tắt thuốc. Luồng khói chính nảy sinh tại 950 °C và khói phụ 500 °C, do đó luồng khói phụ tỏa ra nhiều chất độc hại hơn.
Khói thuốc cấu tạo từ một hỗn hợp khí và bụi. Theo Tổ chức Y tế Quốc tế (WHO), trong khói thuốc có khoảng 4000 chất hóa học, trong đó có 40 chất được xếp vào loại gây ung thư . gồm những chất như nicotin, oxide carbon, hắc ín và benzene, formaldehyde, amonia, acetone, arsenic, hydrogen cyanide ảnh hưởng đến toàn bộ hệ thần kinh, mạch máu và nội tiết gây ra những bệnh tim mạch, giảm trí nhớ và các bệnh ung thư.
Khói thuốc có thể tồn tại trong không khí hơn 2 giờ, ngay cả khi không còn nhìn hoặc ngửi thấy nữa. Do đó, những người thường xuyên sống hoặc làm việc cạnh người dùng thuốc lá có thể tiếp nhận lượng khói thuốc tương đương việc hút 5 điếu mỗi ngày. Theo Hiệp hội Ung thư Mỹ, cứ mỗi giờ ở cùng phòng với một người hút thuốc lá, nguy cơ mắc ung thư phổi cao gấp 100 lần so với việc sống 20 năm trong tòa nhà chứa chất độc asen . Ngoài ra khói thuốc cũng gây ô nhiễm môi trường.
Jean-Marc Olivier, Trưởng đại diện của Tổ chức Y tế Thế giới tại Việt Nam, cho rằng hút thuốc lá là "giết người vô tội, khiến người khác mắc bệnh và chết một cách oan uổng".

## Hiện trạng và phòng chống

### Việt Nam
Mỗi năm ở Việt Nam có 40.000 người tử vong do những nguyên nhân liên quan đến thuốc lá, gấp 3 lần số người chết do tai nạn giao thông. Một điều tra cho thấy 60% trẻ em Việt Nam độ tuổi 13-15 đã tiếp xúc với khói thuốc tại nhà. Tại Hà Nội, gần một nửa dân số phải hút thuốc thụ động, nhiều nhất là phụ nữ và trẻ em . Trung bình, trẻ em tiếp xúc với khói thuốc nhiều hơn người lớn. Nồng độ Cotinine ở trẻ em từ 3 đến 11 tuổi cao hơn gấp đôi so với người lớn không hút thuốc. Những đứa trẻ sống trong môi trường như chung cư, căn hộ có nồng độ cotinine cao hơn khoảng 45% so với những đứa trẻ được sống trong môi trường gần với thiên nhiên, thoáng đãng. 90% những trẻ em tiếp xúc với khói thuốc lá đến từ cha. Hơn 50% những nơi như bệnh viện, trụ sở văn phòng đều bị ô nhiễm bởi khói thuốc lá.
Hiện nay, tổ chức Healthbidge Canada đang tài trợ cho một số thành phố tại Việt Nam mở rộng khu vực công cộng không khói thuốc và tăng tính hiệu quả của chính sách cấm hút thuốc tại nơi công cộng.
Từ năm 2005, Việt Nam đã có nghị định 45 quy định xử phạt hành chính những hành vi hút thuốc lá nơi công cộng. Việc hút thuốc ở các phòng chờ nhà ga, bến xe đã bị Bộ Giao thông vận tải cấm từ năm 2005. Đây là một phần nội dung kế hoạch thực hiện Công ước khung về kiểm soát thuốc lá mà Việt Nam tham gia và đã có hiệu lực ở Việt Nam từ ngày 17 tháng 3 năm 2005, tuy nhiên việc áp dụng chưa triệt để trên thực tế, chưa xây dựng được hệ thống văn bản pháp luật chặt chẽ về thuốc lá . Từ năm 2010, sẽ cấm hút thuốc lá tại tất cả những nơi công cộng trong nhà như: nhà trẻ, lớp học, rạp chiếu phim....

### Các nước khác
Ngày 31 tháng 5 hàng năm được xem là "Ngày Thế giới không thuốc lá".
Hiện nay có nhiều quốc gia ban hành luật cấm hút thuốc lá tại những nơi công cộng.